# 乌什河畔布利尼
乌什河畔布利尼（法語：Bligny-sur-Ouche，法語發音：[bliɲi syʁ uʃ]）是法国科多尔省的一个市镇，位于该省中部偏南，属于博讷区。

## 地理
乌什河畔布利尼（47°6'23"N, 4°40'11"E）面积27.99 平方千米，位于法国勃艮第-弗朗什-孔泰大區科多尔省，该省份为法国中东部省份，北起奥布省，西接涅夫勒省和约讷省，南至索恩-卢瓦尔省，东南接汝拉省，东临上索恩省，东北部与上马恩省接壤。
与乌什河畔布利尼接壤的市镇（或旧市镇、城区）包括：乌什河畔托雷、乌什河畔吕西尼、维克代普雷、欧拜讷、绍姆地区贝塞、潘布朗。
乌什河畔布利尼的时区为UTC+01:00、UTC+02:00（夏令时）。

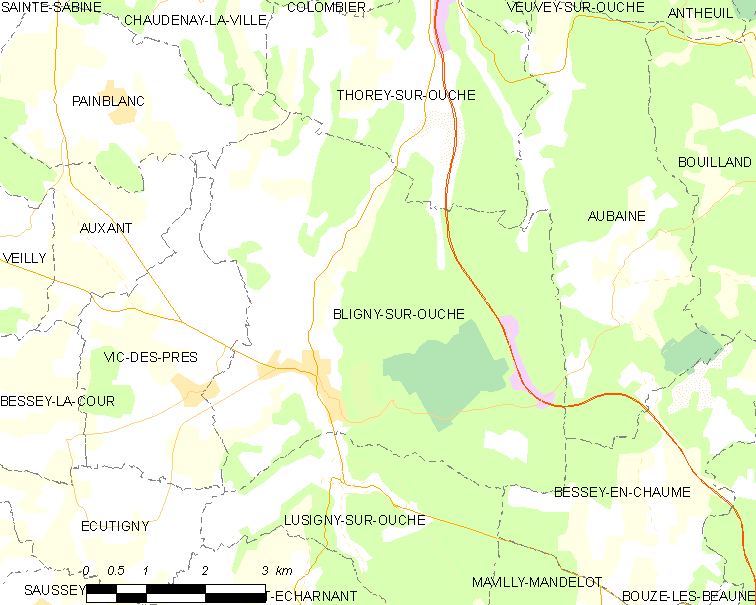
乌什河畔布利尼的OSM定位图

## 行政
乌什河畔布利尼的邮政编码为21360，INSEE市镇编码为21087。

## 政治
乌什河畔布利尼所属的省级选区为阿尔奈勒迪克县。

## 交通
科多尔省省道D33线、D104线和D970线在境内交汇。法国国家A6号高速公路经过境内东部但未设出入口。

## 人口

1962-2008年间乌什河畔布利尼人口变化图示

乌什河畔布利尼于2022年1月1日时的人口数量为815人。